# Живко Влаховић
Живко Влаховић (Париз, 20. април 1995) је француски преводилац, издавач и новинар српског порекла.

## Биографија
Рођен је 20. априла 1995. године у Паризу. Након средње књижевне је завршио основне студије из славистике на Сорбони. Затим  је магистрирао француску лингвистику и завршио мастер на  смеру  издаваштво-превођење. Бави се претежно превођењем и издаваштвом. Поред тога организује књижевне вечери и промовише српску и француску културу. Тренутно живи и ствара на релацији Париз-Београд.

## Књижевна делатност

### Превођење
Књижевним превођењем је почео самостално да се бави 2017. године након што је на факултету заједно са студентима преводио Женске разговоре Душка Радовића, Грозданин кикот Хамза Хума, новеле Нафије Сарајлић и пет епизода босанске серије Јасмина Дураковића под називом Добродошли у Оријент експрес. Први превод, роман Александра Гаталице Соната за лошег човека, му је објављен у издању француске издавачке куће НОН ЛИЈУ у септембру 2020. године. Потом је од истог аутора превео роман Еурипидова смрт и драму 1918 : Последња ратна година која ће бити објављена 1. децембра 2021. у издању издавачке куће Славитуд. Затим је превео роман Прелест који ће бити објављен у издању издавачке куће БЕЛВИЛ 14. јануара 2022. Тренутно преводи прозу Мухарема Баздуља и Ане Милош.

### УдружењеСлавитуд
Док је био учесник Сајма балканских књига у Паризу, Живко Влаховић је предложио Сорбони организацију Сајма славистике који се одржао  први пут 1. октобра 2021. Тим поводом је у августу 2020. отворио удружење Славитуд, чија је главна мисија промовисање словенске културе у Француској, али и које се такође бави издаваштвом. У априлу 2021. је објављена Нова БХЦС поезија у Француској (Nouvelle poésie BHCS) у којој су Живко Влаховић, Весна Бојовић и Јелена Михајловић превели 55 песника из Босне, Хрватске, Црне Горе и Србије. 1. децембра ће бити објављена драма Александра Гаталице 1918 : Последња ратна година (1918 : La dernière année de guerre).
У фебруару 2021. је основана и награда Славитуд за најбољу збирку песама у региону коју је освојила млада песникиња Александра Батинић за збирку Мало присуство.
У мају 2022. је основана награда Славитуд за најбоље прозно дело 2021/2022 године, коју је освојио Берислав Благојевић.
У новембру 2022. године је са издавачком кућом отвроио часопис "Panache" у којем се сваког месеца објављују писци из региона чији су одломци преведевни на француски.

## Преводи
- Conversations de femmes, Duško Radović, 2017.[9]
- Sonate pour un homme immoral, Aleksandar Gatalica, 2020. (ISBN FR : 978-2-35270-304-4)[10]
- Nouvelle poésie BCMS, E-book 2021. (ISBN FR : 978-2-492799-00-6)
- 1918 : La dernière année de guerre, Aleksandar Gatalica, 2021 (ISBN FR : 978-2-492799-01-3)[5]
- Errance, Filip Grbić, 2022. (ISBN FR : 979-10-95604-41-9)[11]
- Les étrangers à Belgrade, Blaza l'inspecteur ripou, 2022 (le fantôme de la liberté)[12]
- Trois premiers chapitres du Concert de Muharem Bazdulj, 2022 (le fantôme de la liberté)[13]
- La Forêt de Ana Milos, 2022 (le fantôme de la liberté).[14]
- Le nu du matin de Radoslav Milenkovic, 2022 (Panache).[15]
- La promesse de Lazar Ristovski, 2022 (le fantôme de la liberté).[16]
- Elle de Ljubica Kubura, 2022 (le fantôme de la liberté).[17]
- Vera Pavladoljska de Matija Beckovic, 2022 (le fantôme de la liberté).[18]
- Le Concert, Muharem Bazdulj, 2023 (ISBN FR : 9782493823090).
- La mort d'Euripide, Aleksandar Gatalica, 2024 (ISBN FR : 978-2-9583187-3-4).